# North Falls
Die North Falls sind ein Wasserfall bislang nicht ermittelter Fallhöhe im Grey District in der Region West Coast auf der Südinsel Neuseelands. An der Westflanke des 1379 m hohen Mount Elliot und nördlich der Kopara Falls liegt er im Lauf des Troulands Creek, der in westlicher Fließrichtung unweit hinter dem Wasserfall in den Ahaura River mündet.